# فورمات الإيثيل
فورمات الإيثيل هو إستر يتكون عندما يتفاعل الإيثانول (الكحول) مع حمض الفورميك (حمض كربوكسيلي). فورمات الإيثيل له رائحة الروم المميزة وهو أيضًا مسؤول جزئيًا عن نكهة التوت.